# Macroscepis hatschbachii
Macroscepis hatschbachii är en oleanderväxtart som beskrevs av Morillo. Macroscepis hatschbachii ingår i släktet Macroscepis och familjen oleanderväxter. Inga underarter finns listade i Catalogue of Life.